# Point ne tueras
Pour plus de détails, voir Fiche technique et Distribution.
Point ne tueras (High Treason) est un film britannique de Maurice Elvey sorti en 1929.

## Synopsis
1950. Le monde est divisé en deux fédérations. L’une, l'Atlantique, a pour capitale New York, l’autre, l'Européenne, Londres. La Deuxième Guerre mondiale est sur le point d’éclater, mais la Ligue pacifique parvient à l’éviter au dernier moment.

## Fiche Technique
- Titre : Point ne tueras
- Titre original : High Treason
- Réalisation : Maurice Elvey, assisté de David Lean (non crédité)
- Scénario : L’Estrange Fawcett, d’après la pièce de Noel Pemberton Billing
- Musique : Patrick K. Heale, Walter Collins et Louis Levy
- Production : Gaumont
- Distributeur :  France : Victoria Films
- Procédés : Noir et Blanc, 7 bobines
- Pays de production :  Royaume-Uni
- Genre : Science-fiction (on disait alors : Futuriste ou Anticipation)
- Date sortie : France : 12 décembre 1929

## Distribution
- Benita Hume : Evelyn Seymour
- Humberston Wright : Dr. Seymour
- Basil Gill : le président du Conseil de l’Europe
- Jameson Thomas : Michael Deane
- Raymond Massey : Membre du Conseil des États fédérés
- Clifford Heatherley : le délégué
- Henry Vibart : Lord Sycamore (non crédité)

## Autour du film
- Originellement, Point ne tueras était un film parlant produit par la Gaumont Talking Picture, mais la plupart des salles françaises n'étant pas encore équipées pour les projections sonores, on tira des copies muettes avec cartons-titres en français.

- Aux États-Unis, le film rencontra de nombreux problèmes avec la censure. Il fut même carrément interdit à New York et dans l'État de Pennsylvanie. Il fut cependant sélectionné par le Program Committee pour le Film Forum et programmé le 2 avril 1933. Avant la projection, les organisateurs précisèrent que le film avait été retenu pour sa vision sur un problème vital, l'imminence d'une Seconde Guerre mondiale, mais qu'ils n'étaient absolument pas d'accord avec les motifs invoqués ni sur la solution préconisée dans le film pour l'éviter.

- Dans la version originale, l’action est censée se dérouler en 1950. Il semblerait que ce soit pour l’exploitation française qu'on ait reporté cette action dans le futur à 1995[réf. nécessaire].
- Ce film de science-fiction pacifiste est tiré d'une pièce de théâtre portant le même titre et écrite par Noel Pemberton Billing, un personnage aux multiples facettes, parfois contradictoires : industriel très patriote (il fut un ardent défenseur du réarmement aérien britannique), il s'associera avec deux ingénieurs de talent (Hubert Scott Paine et  Reginald Mitchell) pour fonder Supermarine, une entreprise à la pointe de la technologie produisant des vedettes rapides et des hydravions de course qui furent les ancêtres conceptuels directs du Spitfire, le fameux avion de chasse britannique de la bataille d'Angleterre. Député à la Chambre des communes sous la bannière du Parti conservateur jusqu'en 1921, sa crédibilité fut entamée par son autre croisade : des attaques d'une rare outrance  contre l'homosexualité et les étrangers, en particulier les lesbiennes, contre lesquelles il écrivit le pamphlet intitulé  La secte du clitoris et fut trainé en justice pour calomnies par l'actrice Maud Allan. Il fut un des principaux soutiens financiers à la production du film.
- Dans les premières minutes du film, on découvre que l'information passe par des téléviseurs à écran plat, escamotables, et que les gens communiquent par visiophone. Dans la première scène montrant le conseil de la Fédération atlantique, il est à noter qu'il y a autant de femmes que d'hommes parmi les représentants.

## Analyse et critiques
- « Ce film d'anticipation à la H. G. Wells a eu un gros succès dans son pays d'origine : l'Angleterre. (...) On n'a pas néanmoins traité avec assez d'ampleur un pareil cas situé dans une pareille époque. (...) Mais le film ne manque ni d'originalité ni de nerf ni de charme. La technique, belle, riche, souple, les interprètes d'une rare intelligence, la nouveauté du sujet et des décors, tout contribue à faire de Point ne tueras un [film] désigné pour un succès très particulier. »[1]

- « Ce film, qui est un violent réquisitoire contre la guerre, est remplie de bonnes intentions, mais l'émotion qu'il dégage est un peu superficielle. La réalisation est assez bonne - quelques mouvements de foule sont à citer - mais trop de décors sentent le carton pâte et la maquette. »[2]

- « On ne manquera pas de faire un rapprochement entre Point ne tueras et Metropolis. Mais si le réalisateur du premier n'eut pas à sa disposition les moyens énormes du second, en revanche il possédait un scénario infiniment supérieur à celui de Metropolis. Quant à la réalisation proprement dite, elle profite très intelligemment de l'enseignement donné par Fritz Lang. On y retrouve certaine découvertes inévitablement accomplies par le progrès : locomotion aérienne, télévision, gratte-ciel aux étages innombrables, avec en plus le fameux tunnel sous la Manche. (...) Toutes les maquettes sont exécutées avec un soin particulier et les raccords habilement faits. Il est à remarquer également que certains décors sont mieux compris que ceux de Metropolis et font songer parfois à ceux de La Foule, le film amer de King Vidor. »[3]

- « Cette œuvre (...) peut être comparée à Metropolis de Fritz Lang ; mais si elle présente plus d'une analogie au sujet de la réalisation avec le film allemand, le scénario qui lui sert de base ne peut, cependant, être mis en parallèle avec celui de Thea von Harbou. »[4]

- « On voit les caractéristiques du genre : pas de prévision sur l'évolution psychologique ou sociale mais seulement sur l'organisation politique du monde, prévision d'ailleurs entachée d'un patriotisme exacerbé qui fait de Londres le centre de l'univers. Maurice Elvey, opposant Noirs [militaires] et Blancs [pacifistes] et travaillant ses mouvements de foule, essaya de retrouver le style de Metropolis et si son film est loin du chef-d'œuvre de Lang, il parvient souvent à être intéressant. »[5]